# Seth Barnes Nicholson
Seth Barnes Nicholson (Springfield, 12 novembre 1891 – Los Angeles, 2 luglio 1963) è stato un astronomo statunitense, autore della scoperta di quattro dei satelliti di Giove.

## Carriera
| Asteroidi scoperti: 2 | Asteroidi scoperti: 2 |
| --------------------- | --------------------- |
| 878 Mildred           | 6 settembre 1916      |
| 1647 Menelaus         | 23 giugno 1957        |

Nicholson ha studiato alla Drake University dove ha cominciato ad interessarsi all'astronomia.
Nel 1914, mentre osservava la luna di Giove Pasifae (che era stata scoperta di recente), Nicholson ha scoperto un'altra luna del pianeta, Sinope, della quale ha calcolato l'orbita per la sua tesi di dottorato del 1915.
Ha svolto la sua intera carriera all'Osservatorio di Monte Wilson dove ha scoperto altre tre lune di Giove: Lisitea e Carme nel 1938 e Ananke nel 1951. Le lune da lui scoperte sono state inizialmente battezzate semplicemente Giove IX, X, XI e XII, il loro nome attuale è stato assegnato solamente nel 1975, Nicholson stesso ha rifiutato di proporre per loro un nome.

Ha inoltre scoperto l'asteroide troiano 1647 Menelaus e ha calcolato l'orbita di numerose comete e di Plutone.
Il suo incarico principale all'osservatorio di Monte Wilson riguardava l'analisi dell'attività solare, per decenni Nicholson ha prodotto rapporti annuali sulle macchie solari. Ha anche organizzato spedizioni in occasione di eclissi per misurare la temperatura e la brillantezza della corona solare.
Agli inizi degli anni venti, lui e Edison Pettit hanno eseguito la prima osservazione sistematica di corpi celesti nell'infrarosso. Hanno usato una termocoppia a vuoto per misurare la radiazione infrarossa, e quindi la temperatura, della Luna, dei pianeti, delle macchie solari e delle stelle. Le loro misurazioni di stelle giganti rosse vicine hanno contribuito ai primi calcoli del diametro stellare.
Dal 1943 al 1955 è stato redattore della rivista Publications of the Astronomical Society of the Pacific, pubblicata dalla Società Astronomica del Pacifico, di cui è anche stato presidente due volte, nel 1935 e dal 1960 al 1961.

## Onorificenze
- Nel 1963 ha vinto la medaglia Bruce.
- In suo onore sono stati battezzati un asteroide (1831 Nicholson), un cratere sulla Luna (Nicholson), uno su Marte (Nicholson) e la Nicholson Regio su Ganimede.